# Capelongo
Capelongo é uma vila e comuna angolana que se localiza na província da Huíla, pertencente ao município de Matala.
Na vila há um importante patrimônio histórico arquitetônico, as ruínas do Forte de Capelongo, construído em 1905.